# Rhett Akins
Rhett Akins (ur. 13 października 1969 w Valdosta) – amerykański muzyk country, wokalista i autor tekstów. 
Swoją karierę rozpoczął w 1994 roku. Od tego czasu nagrał 5 albumów studyjnych, dla 4 wytwórni płytowych. Wiele jego singli zajmowało czołowe miejsca na liście "US Country". Utwór "Don't Get Me Started" znajdował się przez pewien okres nawet na pierwszym miejscu.

## Dyskografia

### Albumy
- A Thousand Memories (1995)
- Somebody New (1996)
- What Livin's All About (1998)
- Friday Night in Dixie (2002)
- People Like Me (2006)

### Single
| Rok  | Tytuł                        | US Country | Album                  |
| 1994 | "What They're Talkin' About" | 35         | A Thousand Memories    |
| 1995 | "I Brake For Brunettes"      | 36         | A Thousand Memories    |
| 1995 | "That Ain't My Truck"        | 3          | A Thousand Memories    |
| 1996 | "She Said Yes"               | 17         | A Thousand Memories    |
| 1996 | "Don't Get Me Started"       | 1          | Somebody New           |
| 1996 | "Love You Back"              | 38         | Somebody New           |
| 1997 | "More Than Everything"       | 41         | Somebody New           |
| 1997 | "Every Cowboy's Dream"       | 51         | Somebody New           |
| 1998 | "Drivin' My Life Away"       | 56         | What Livin's All About |
| 1998 | "Better Than It Used To Be"  | 47         | What Livin's All About |
| 2002 | "Highway Sunrise"            | 55         | Friday Night In Dixie  |
| 2003 | "In Your Love"               | 57         | Friday Night In Dixie  |
| 2006 | "Kiss My Country Ass"        | 60         |                        |